# Comuna Olanu, Vâlcea
Olanu este o comună în județul Vâlcea, Muntenia, România, formată din satele Casa Veche, Cioboți, Drăgioiu, Nicolești, Olanu (reședința) și Stoicănești.

## Demografie
Componența etnică a comunei Olanu
     Români (93,36%)
     Alte etnii (6,64%)
Componența confesională a comunei Olanu
     Ortodocși (92,92%)
     Alte religii (0,32%)
     Necunoscută (6,76%)
Conform recensământului efectuat în 2021, populația comunei Olanu se ridică la 2.501 locuitori, în scădere față de recensământul anterior din 2011, când fuseseră înregistrați 2.890 de locuitori. Majoritatea locuitorilor sunt români (93,36%). Din punct de vedere confesional, majoritatea locuitorilor sunt ortodocși (92,92%), iar pentru 6,76% nu se cunoaște apartenența confesională.

## Politică și administrație
Comuna Olanu este administrată de un primar și un consiliu local compus din 11 consilieri. Primarul, Răzvan-Florentin Popa[*], de la Partidul Social Democrat, este în funcție din 1 noiembrie 2024. Începând cu alegerile locale din 2024, consiliul local are următoarea componență pe partide politice:
|  | Partid                          | Consilieri | Componența Consiliului | Componența Consiliului | Componența Consiliului | Componența Consiliului | Componența Consiliului |
|  | ------------------------------- | ---------- | ---------------------- | ---------------------- | ---------------------- | ---------------------- | ---------------------- |
|  | Partidul Social Democrat        | 5          |                        |                        |                        |                        |                        |
|  | Partidul Național Liberal       | 4          |                        |                        |                        |                        |                        |
|  | Alianța pentru Unirea Românilor | 1          |                        |                        |                        |                        |                        |
|  | Partidul Puterii Umaniste       | 1          |                        |                        |                        |                        |                        |